# جوني غراي (لاعب كرة قدم أمريكية)
جوني غراي (بالإنجليزية: Johnnie Gray)‏ هو لاعب كرة قدم أمريكية أمريكي، ولد في 18 ديسمبر 1953 في ليك تشارلز في الولايات المتحدة.

## وصلات خارجية
- جوني غراي على موقع مرجع كرة القدم المحترفة.كوم (الإنجليزية)